# سینما فجر (اسلامشهر)
سینما فجر یک پردیس سینمایی در شهر اسلامشهر، استان تهران، ایران است.
این سینما که در سال اسفند ۱۳۹۶ پس از دو سال بازسازی با پنج سالن و ظرفیت ۴۵۵ نفر بازگشایی شده‌است.